# Jefferson Davis megye (Mississippi)
Jefferson Davis megye az Amerikai Egyesült Államokban, azon belül Mississippi államban található. Megyeszékhelye és legnagyobb városa Prentiss. Lakosainak száma 11 321 fő (2020. április 1.). Jefferson Davis megye Simpson, Marion, Covington, Lamar és Lawrence megyékkel határos.

## Népesség
A megye népességének változása:
| Lakosok száma | 12 467 | 12 183 | 12 089 | 11 948 | 11 665 | 11 321 |
|               | 2010   | 2011   | 2012   | 2013   | 2015   | 2020   |